# Тятер-Араслановский сельсовет
Тятер-Араслановский сельсовет (баш. Тәтер-Арыҫлан ауыл Советы) — сельское поселение в Стерлибашевском районе Республики Башкортостан.
Административный центр и единственный населенный пункт — село Тятер-Арасланово.

## История
Согласно «Закону о границах, статусе и административных центрах муниципальных образований в Республике Башкортостан» имеет статус сельского поселения.

## Население
| 2002 | 2009  | 2010 | 2012 | 2013 | 2014 | 2015 |
| ---- | ----- | ---- | ---- | ---- | ---- | ---- |
| 1035 | ↘1009 | ↘996 | ↘986 | ↘954 | ↗955 | ↘944 |
| 2016 | 2017  | 2018 |      |      |      |      |
| ↘916 | ↘894  | ↘858 |      |      |      |      |

Жители преимущественно татары (86 %).

## Состав сельского поселения
| № | Населённый пункт | Тип населённого пункта       | Население | Примечание |
| - | ---------------- | ---------------------------- | --------- | ---------- |
| 1 | Тятер-Арасланово | село, административный центр | ↘916      | татары     |